# Viktor Madarász

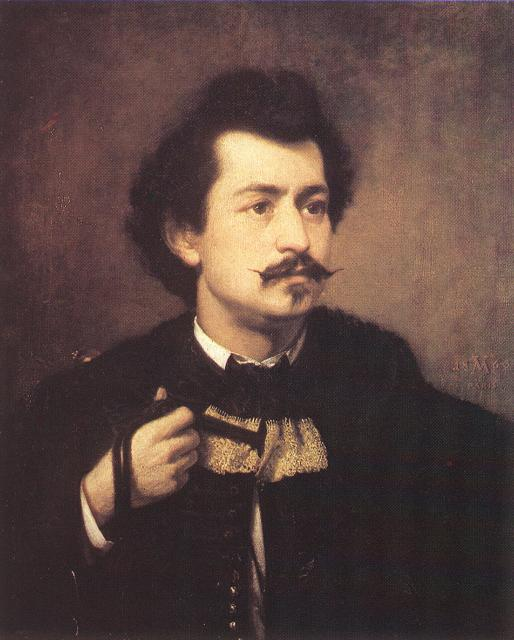
Viktor Madarász (1863).

Madarász Viktor (Štítnik, 14 de diciembre de 1840 - Budapest, 10 de enero de 1917) pintor romántico húngaro.
Fue soldado raso y luego teniente en la guerra de la independencia contra los Habsburgo (1848-1849), tras la cual vivió en el exilio y estudió pintura en la Academia de Viena y con Léon Cogniet en París. 
- Wikimedia Commons alberga una categoría multimedia sobre Viktor Madarász.

- Datos: Q178279
- Multimedia: Viktor Madarász / Q178279